# Казе Инфериори (Торино)
Казе Инфериори је насеље у Италији у округу Торино, региону Пијемонт.
Према процени из 2011. у насељу је живело 20 становника. Насеље се налази на надморској висини од 941 м.